# Padunia adelungi
Padunia adelungi là một loài Trichoptera trong họ Glossosomatidae. Chúng phân bố ở miền Cổ bắc.